# Уильямс, Джон (миссионер)
Джон Уильямс (27 июня 1796 — 20 ноября 1839) — английский миссионер, известный своей деятельностью в Океании.

## Ранние годы
Родился в Тоттенеме, недалеко от Лондона. Получил образования литейщика и механика.
В сентября 1816 года Лондонское миссионерское общество (LMS) поручило ему держать службу в Суррейской часовне в Лондоне.

## Миссионер в Южном Океане
В 1817 году Джон Уильямс и его жена, Мэри Чонер Уильямс, в сопровождении Уильма Эллиса и его жены отправились в группу Островов Общества, в которые входит остров Таити. Джон и Мэри основали свой первый миссионерский пост на острове Раиатеа. Оттуда они посетили ряд полинезийских островных цепей, иногда с мистером и миссис Эллис и другими представителями Лондонского миссионерского общества. Прибыв на Аитутаки в 1821 году они использовали новообращённых таитян, чтобы донести своё послание до жителей островов Кука. Один остров этой группы, Раротонга, возвышается из моря покрытыми джунглями оранжевых гор, окружёнными коралловым рифом и бирюзовой лагуной. Капитан Джон Диббс с колониальной шхуны Стремление в августе 1823 года был первым европейцем, увидевшим острова. На борту шхуны был преподобный Уильямс, очарованный этим островом.
В 1827 году Уильямс услышал о других языческих островах в окрестностях и, чтобы расширить свою миссию, построил корабль из подручных материалов, которые были «посланы миром». К ноябрю 1827 года он отплыл в Острова Общества, не возвращаясь до февраля 1828 года, после чего он перевёз свою семью в Райатеа.
Уильямсы стали первой миссионерской семьёй, посетившей Самоа. Джон Уильямс прибыл на острова в 1830 году со своей командой, парой самоанцев — Фауэа и его женой Пуасейсей, которые присоединились к ним в их путешествии и сыграли ключевую роль в миссии на Самоа. Они ступили на остров Саваи в деревне Сафуне, а 24 августа 1830 года прибылм в Сапапали, чтобы встретиться с Малиетоа Вайнуупо, который имел единоличную власть над Самоа после смерти своего соперника Тамафайги. Встреча Уильямса с Малиетоа оказалась успешной, так как Малиетоа сразу же принял христианство.
Уильямсы вернулись в 1834 году в Великобританию, где Джон руководил печатью своего перевода Нового Завета на язык раротонга. Они привезли с собой уроженца Самоа по имени Леота, который приехал в Лондон как христианин. После смерти Леота был похоронен на кладбище Эбни-Парк с надгробием, оплаченным Лондонским миссионерским обществом, в котором было записано его приключение. Вернувшись в Лондон, Джон Уильямс опубликовал «Рассказ о миссионерских предприятиях на островах Южного моря», внесший свой вклад в популярность региона в Англии. В 1837 году на корабле Camden под командованием капитана Роберта Кларка Моргана он вернулся на Полинезийские острова.
У Джона и Мэри было десять детей, но только трое дожили до совершеннолетия.